# Kurmapurana
Kurmapurana (dewanagari कूर्म पुराण, trl. kūrmapurāṇa) – purana śiwaicka tradycji paśupatów. Kurmapurana zawiera tekst Iśwaragity.
Jej pierwotny tekst z V wieku pochodził prawdopodobnie z tradycji wisznuickiej, zanim został dostosowany do doktryny paśupatów.

## Tematyka
- Zawiera listę awatarów Śiwy, z ryszim Lakuliśą jako ostatnim[2].
- Opisuje zasady kultu lingamu, jako nową praktykę wyznawców[3].